# مقبرة 8
تقع مقبرة 8 في وادي الملوك جنوب مصر، وهي مقبرة الفرعون مرنبتاح من الأسرة التاسعة عشر.
تقع فيها حجرة الدفن في نهاية ممر طوله 160 متراً، وكانت تحوي في الأصل على مجموعة من أربعة توابيت متداخلة تقع مومياء الفرعون داخلهم، وكان التابوت الخارجي من الضخامة بمكان حتى أنه تم هدم أجزاء من الممر عند عضادات الباب وأعيد بناؤها للسماح له بالدخول لحجرة الدفن، وأعيد بناء هذه العضادات بكتل من الحجر الرملي المنقوشة التي ثبتت في مكانها لتتوافق مع أخطاء بسيطة، كما تم إزالة الأعمدة في الغرفة (F) للسماح بمرور التابوت وتم استبدالهم باثنين فقط، وربما تمت سرقة العمودين الآخرين من قبل با نب، وهو عامل في قرية الحرفيين (دير المدينة)، لاستخدامها في قبره.

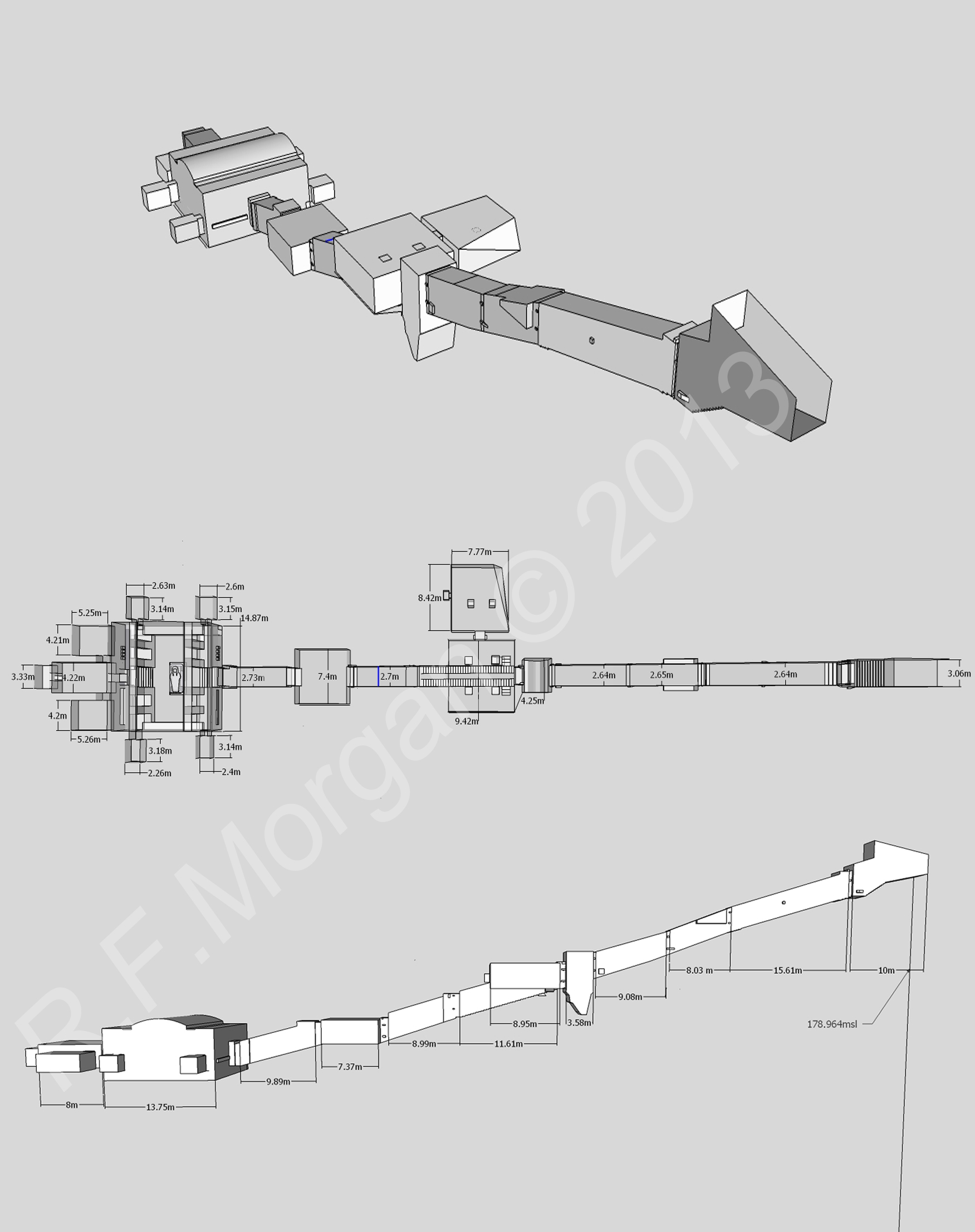
خرائط هندسية تظهر المقبرة 8 في وادي الملوك، مقبرة الفرعون مرنبتاح.

## روابط خارجية
- Theban Mapping Project: KV8: Includes description, images and plans of the tomb.